# Crocidura eisentrauti
Crocidura eisentrauti је сисар из реда Soricomorpha и фамилије Soricidae.

## Угроженост
Ова врста се сматра рањивом у погледу угрожености врсте од изумирања.

## Распрострањење
Ареал врсте је ограничен на једну државу. 
Камерун је једино познато природно станиште врсте.

## Станиште
Станишта врсте су шуме и травна вегетација. 
Врста је по висини распрострањена од 2000 до 3000 метара надморске висине, на врху Монт Камеруна.